# Willem van Gelre (bisschop)
Willem I Flamens (in of voor 1024 - Utrecht, 27 april 1076) was bisschop van Utrecht van 1054 tot 1076.
Willem stamde wellicht uit het geslacht van de Flamenses die rond 1033 vluchtten uit het graafschap Vlaanderen en door de keizer bij Wassenberg geplaatst werden. Zijn vader zou Gerard II Flamens zijn en zijn grootvader Gerard I Flamens, de stamvader van de latere graven en hertogen van Gelre. Hij was een jongere broer van de eerste graaf van Gelre Gerard I 'de Lange'.
Hij volgde in 1054 bisschop Bernold op. Hij voerde een pro-Gelderse en anti-Hollandse politiek. In 1059 bereikte hij een akkoord met graaf Godschalk, heer van Zutphen, over de Lochemse tienden.
In 1064 werd hem het gebied van de graven van Holland door de Duitse koning Hendrik IV geschonken. Hierdoor kwam hij in conflict met de graven Dirk V van Holland en Robrecht I van Vlaanderen, waarop hij de hulp van de hertog Godfried III met de Bult van Neder-Lotharingen inriep. Bij veldslagen in 1071 en 1072 lukte het hem de gebieden te veroveren. Na zijn dood vielen ze echter weer terug aan de graven van Holland.
Van de herfst van 1064 tot zomer 1065 ging Willem van Gelre samen met de bisschoppen Siegfried van Mainz, Gunther van Bamberg en Otto van Regensburg op pelgrimstocht naar Jeruzalem.
Als rijksbisschop was Willem een trouw medestander van koning Hendrik IV tijdens de investituurstrijd. Op de synode van Worms in 1076 wist vooral hij de bisschoppen te bewegen de gehoorzaamheid aan paus Gregorius VII op te zeggen. Hierop werd de Duitse koning geëxcommuniceerd. Hendrik IV was op 27 maart 1076 in Utrecht om de opvolging van de kinderloze Godfried III van Neder-Lotharingen te regelen toen hij het nieuws van zijn excommunicatie hoorde. De koning droeg Willem I als tegenreactie op een synode te beleggen met als doel de paus op diens beurt te excommuniceren. Bisschop Pippo van Toul werd belast met het uitspreken daarvan maar vluchtte 's nachts uit Utrecht. Op Paasdag, 27 maart 1076, bleek alleen Willem I bereid de banvloek over de paus uit te spreken. 
Twee gebeurtenissen kort daarop bevestigden, volgens tijdgenoten, de juistheid van de excommunicatie. Allereerst werd de kathedraal van Utrecht op 23 mei 1076 door bliksem getroffen waardoor hij tot de grond toe afbrandde. Kort daarop, op 27 april, stierf Willem I. Beide gebeurtenissen werden opgevat een goddelijke interventie ten gunste van de paus.